# Религия в ЦАР
Крупнейшие религии Центральноафриканской Республики
 Протестантизм (50 %) Католицизм (29 %) Ислам (15 %) другие (6 %)
Религия в Центральноафриканской Республике — совокупность религиозных верований, присущих народам этой страны. Центральноафриканская Республика страна где существует Свобода вероисповедания. 80 % от 4,6-миллионного населения республики составляют христиане, из них более 50 % — протестанты, которые представлены баптистами (Баптистский комитет) и лютеранами (Центрально-африканская церковь), 29 % — католики.
В 2012 году в стране разгорелась гражданская война, которая во многом носила черты христианско-мусульманского конфликта. Непосредственным поводом для конфликта послужил захват власти мусульманином Мишелем Джотодия, лидером мусульманской группировки Селека. Мусульманские вооружённые группы осуществляли убийства, грабежи, изнасилования, пытки и похищения людей, действуя главным образом против гражданских лиц — христиан.

## Христианство

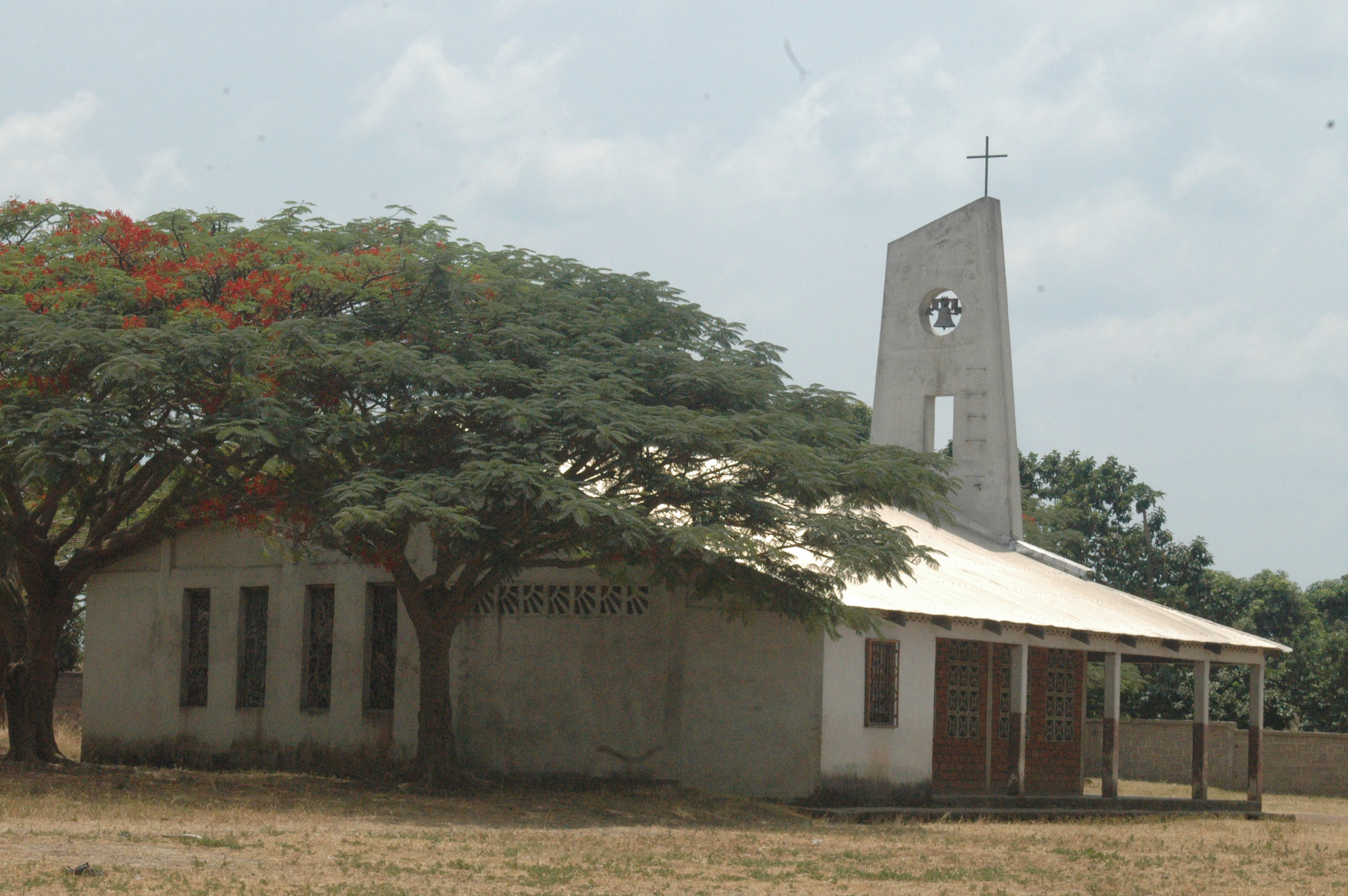
Христианская церковь в городе Ниеме

Первая католическая миссия на территории Центральноафриканской Республики появилась в 1893 году в форте Банги. 8 мая 1909 года была учреждена апостольская префектура Убанги-Шари (ныне — архиепархия Банги), в 1937 году она повышена в статусе до апостольского викариата, а в 1955 году получила статус архиепархии, которой была подчинена вновь основанная епархия Берберати.

## Ислам

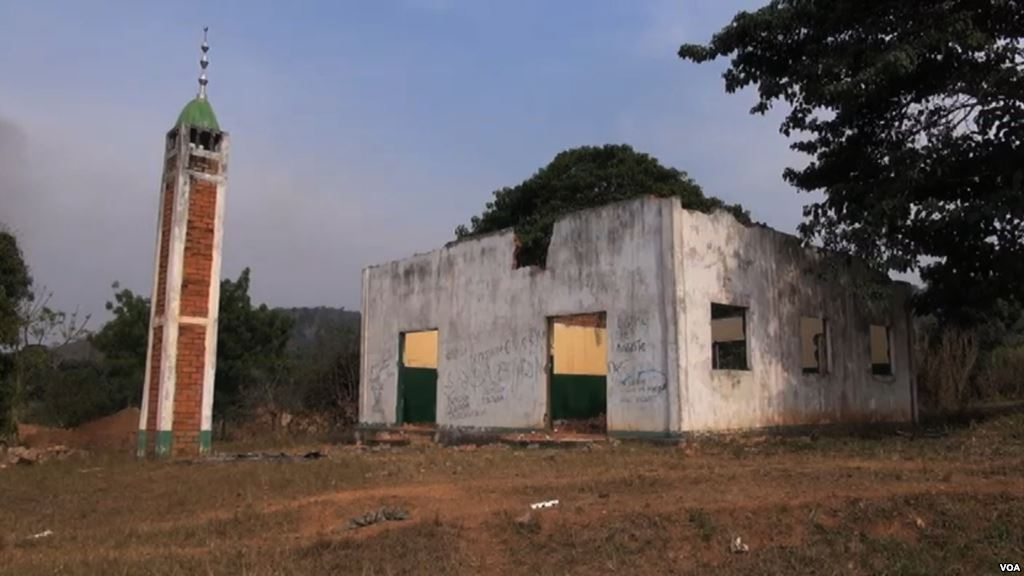
Мечеть в городе Боали

Ислам начал распространяться на территории Центральноафриканской Республики с территорий соседних государств Канем-Борно, Вадаи и Багирми.
Многие из мусульман, которых до начала межконфессионального конфликта в марте 2013 в ЦАР насчитывалось около 750 тысяч человек (15 %), спасаются в соседних государствах Чаде и Камеруне.

## Другие

### Анимизм
Хотя меньше 10 % населения считается анимистами, многие верования коренных народов влияют на христианские и мусульманские религиозные обряды.